# دومنیکو دی پاچه بکافومی
دومنیکو دی پاچه بکافومی (ایتالیایی: Domenico di Pace Beccafumi؛ ۱۴۸۶ – ۱۸ مه ۱۵۵۱) نقاش، و مجسمه‌ساز اهل ایتالیا بود.